# Шипин
Шипи́н (кит. упр. 石屏, пиньинь Shípíng) — уезд Хунхэ-Хани-Ийского автономного округа провинции Юньнань (КНР).

## История
После завоевания Дали монголами и вхождения этих мест в состав империи Юань в 1270 году была создана Шипинская область (石平州). После Синьхайской революции в Китае была произведена реформа структуры административного деления, в ходе которой области были упразднены, и в 1913 году Шипинская область была преобразована в уезд Шипин.
В 1934 году на стыке уездов Шипин, Синьпин, Эшань, Хэси и Тунхай была создана Лунъуская временная управа (龙武设治局). В июле 1949 года гоминьдановские власти провинции Юньнань отдали распоряжение о преобразовании Лунъуской временной управы в уезд Лунъу (龙武县), но так как в то время гоминьдановцы уже проигрывали гражданскую войну, решение так и не было фактически претворено в жизнь.
После вхождения провинции Юньнань в состав КНР в 1950 году был образован Специальный район Мэнцзы (蒙自专区), и уезды Шипин и Лунъу вошли в его состав. В сентябре 1951 года в связи с малочисленностью населения уезда Лунъу он был вновь преобразован в Лунъускую временную управу уезда Шипин. Тем не менее, 21 ноября 1952 года было опять принято решение о создании уезда Лунъу (претворено в жизнь 30 декабря 1955 года) .
В 1957 году Специальный район Мэнцзы и Хунхэ-Ханийский автономный район были объединены в Хунхэ-Хани-Ийский автономный округ.
Постановлением Госсовета КНР от 13 сентября 1960 года уезд Лунъу был присоединён к уезду Шипин.

## Административное деление
Уезд делится на 7 посёлков и 2 волости.